# Sprewianie

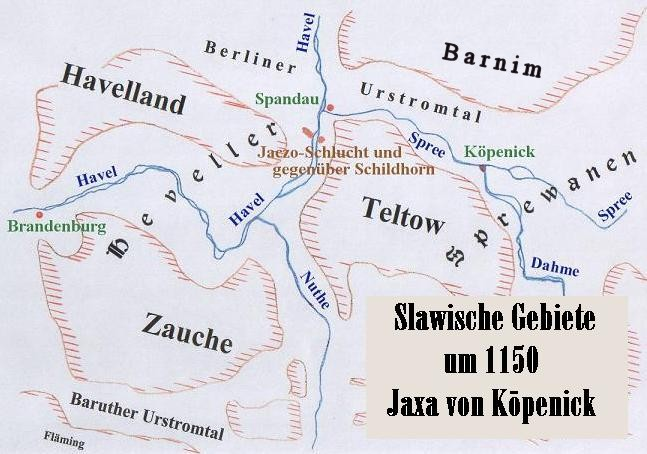
Osadnictwo słowiańskie na obszarze obecnej Brandenburgii (ok. 1150)

Sprewianie, Szprewianie – wczesnośredniowieczne plemię zachodniosłowiańskie zamieszkujące po obu brzegach dolnej Sprewy. Ich głównym grodem był Kopnik (Kopanik, Kopanica), obecnie dzielnica Berlina – Köpenick.
Szprewianie zaliczani są do grupy lutyckiej, plemion południowowieleckich.
Po raz pierwszy wzmiankowani w 948 r. Jedynym ich władcą znanym z imienia i nazwiska był Jaksa z Kopanicy. 